# Талпиђени (Васлуј)
Талпиђени (рум. Tălpigeni) насеље је у Румунији у округу Васлуј у општини Боцешти. Oпштина се налази на надморској висини од 269 m.

## Становништво
Према подацима из 2002. године у насељу је живело 44 становника, од којих су сви румунске националности.